# Bahar Kızıl

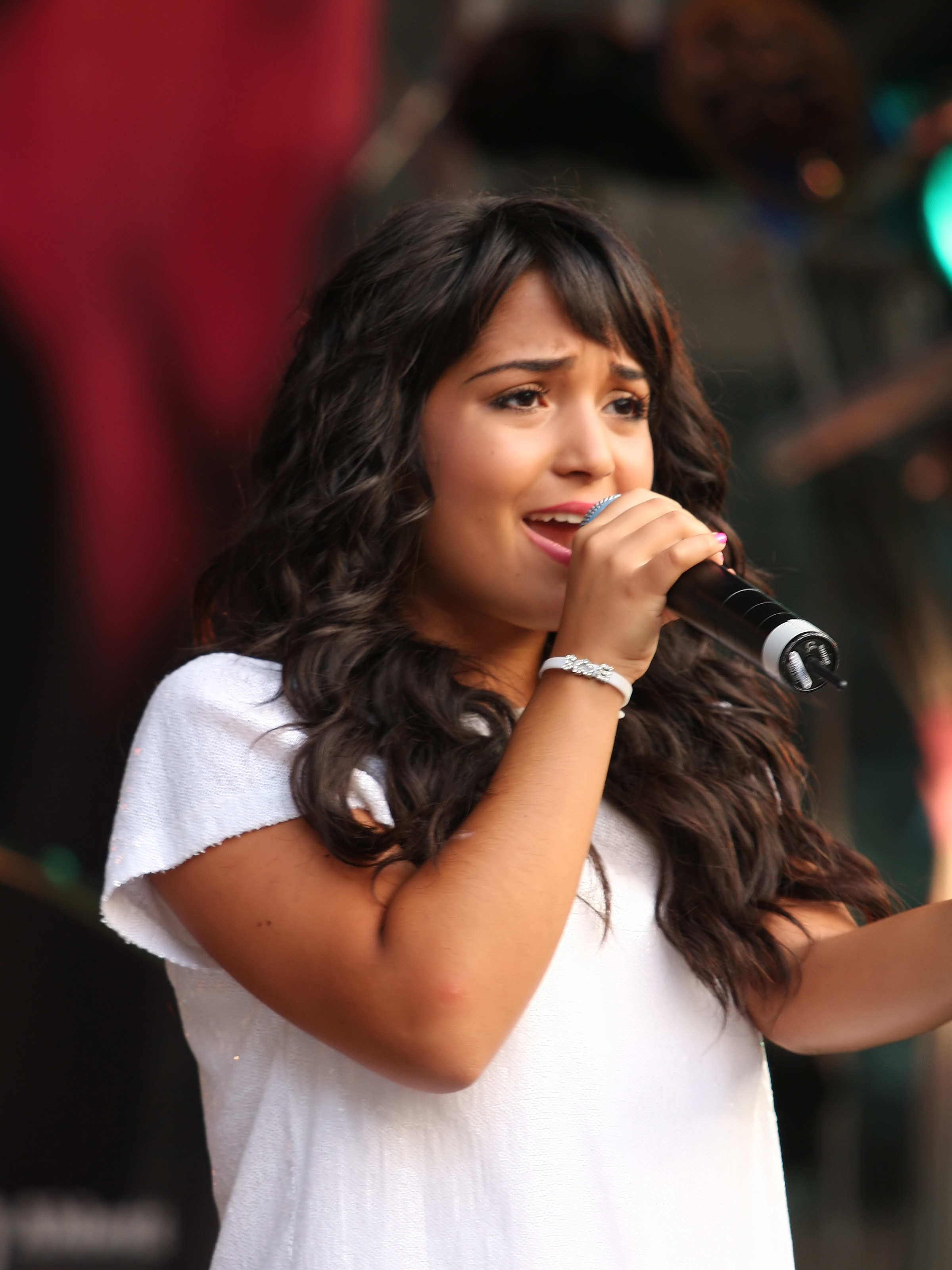

Bahar Kızıl (ur. 5 października 1988 we Freiburgu) – niemiecka piosenkarka, członkini trio Monrose. Pochodzi z tureckiej rodziny. Po turecku Bahar znaczy wiosna. W wieku 12 lat zaczęła trenować balet. Przed występem w castingu do programu Popstars śpiewała w swojej wiosce z czterema różnymi zespołami. Piosenka, którą wykonywała na eliminacjach do "Popstars" to "Too lost in you". W 2011 roku nagrała swoją pierwszą solową piosenkę w języku niemieckim pt "DAHEIM " tego samego roku miał premierę wideoclip tej piosenki. W 2012 roku nagrała kolejną solową piosenkę pt: "Marching over you".

## Dyskografia
Monrose
- Temptation (Grudzień 2006)
- Strictly Physical (Wrzesień 2007)
- I am  (Wrzesień 2008)
- Lady like (Czerwiec 2010)